# Aqueduc d'Hippone

L'aqueduc romain d'Hippone alimente la ville berbéro-romaine du même nom. Cet aqueduc allait puiser l'eau dans les massif montagneux de l'Edough et la conduisait dans les citernes dites d'Hadrien dont la solidité a défié les siècles, à tel point qu'une simple restauration en 1893 a suffi pour permettre de les utiliser comme réservoirs pour l’alimentation de la ville actuelle Annaba,.

## Description
Situé entre les ruines d’Hippone, l'aqueduc fut construit sous le règne de l'empereur Trajan. Les canalisations, longues de 15 Km, menaient vers des citernes d'Hippone achevées sous l'empereur Hadrien. Ces citernes d’Hadrien sont d’une capacité de 12.000 m3. Un réservoir qui est formé d’une salle de 40,25 m sur 17,40 m, d’une hauteur de 10 m ; deux rangées de piliers de 1,60 m de côté forment trois nefs en voûtes d’arête,.